# 阿特拉尼

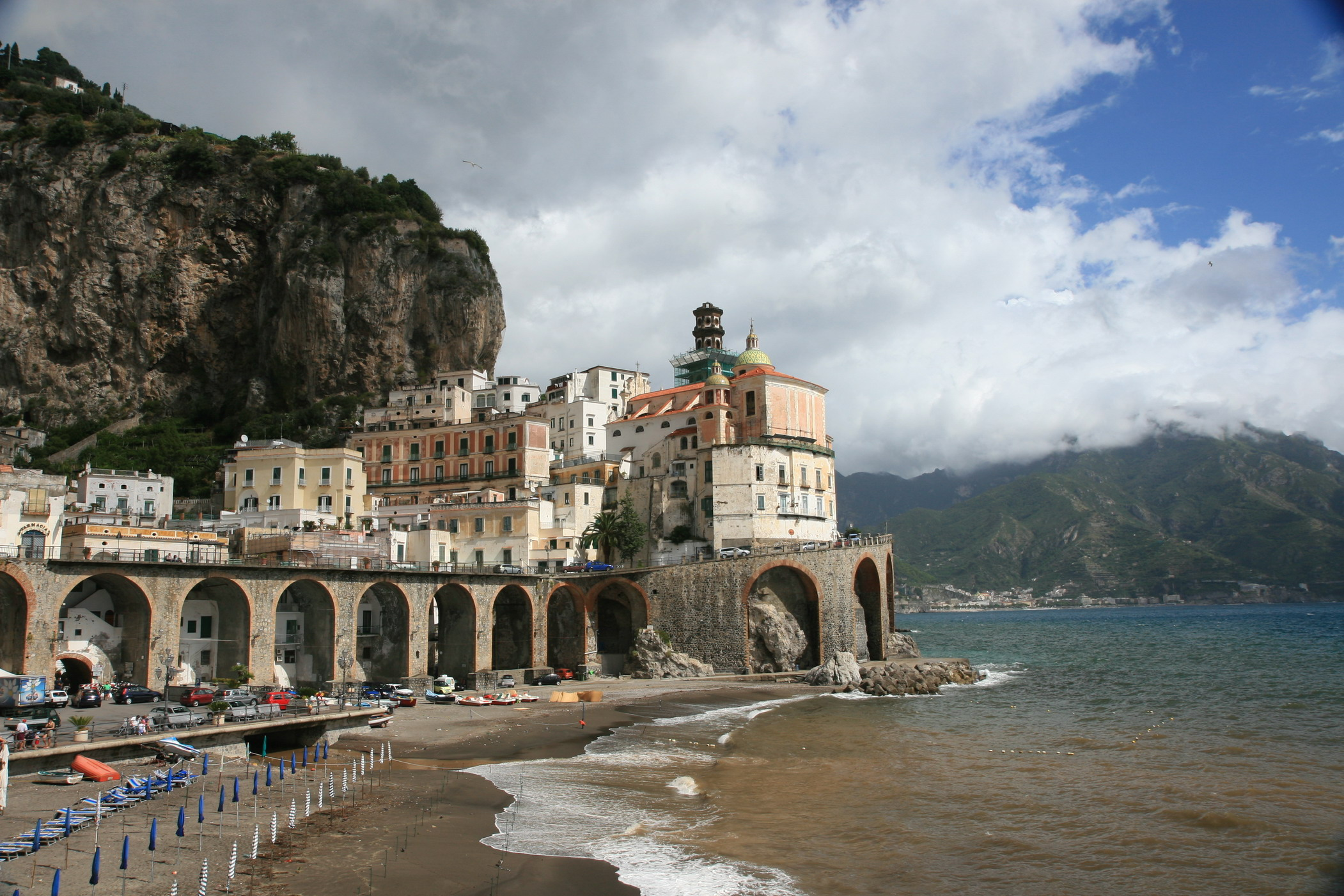
阿特拉尼

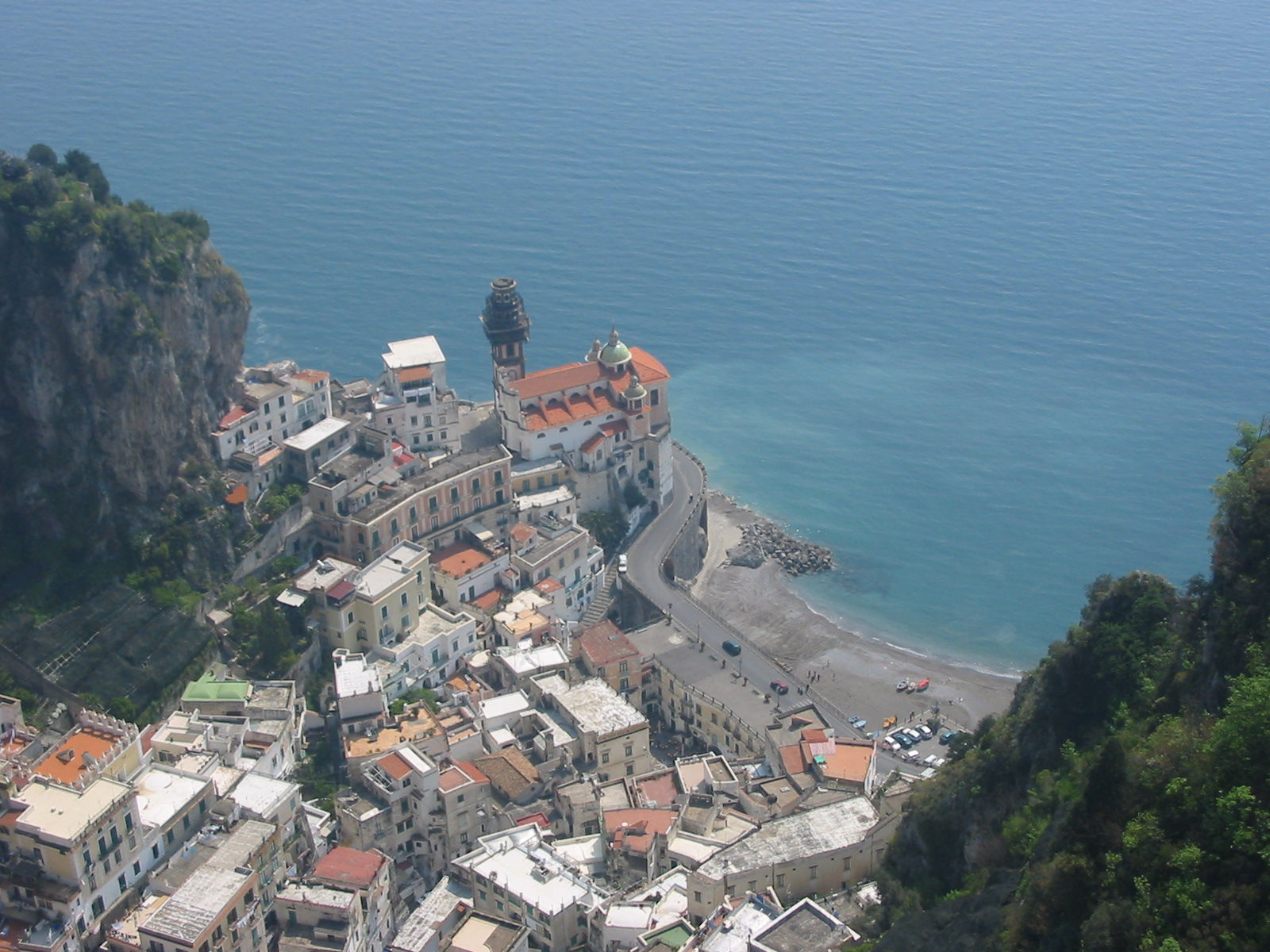
阿特拉尼

阿特拉尼（Atrani）是意大利南部坎帕尼亚大区萨莱诺省阿马尔菲海岸的一个小镇，面积0.2 km²，是意大利面积第2小的市镇（comune），以及意大利南部面积最小的市镇。人口965人。